# Jean-Baptiste de Latil
Jean-Baptiste Marie Anne Antoine de Latil, francoski duhovnik, škof in kardinal, * 6. marec 1761, Île Sainte-Marguerite, † 1. december 1839.

## Življenjepis
Leta 1784 je prejel duhovniško posvečenje.
8. marca 1816 je bil imenovan za naslovnega škofa Amyclae; škofovsko posvečenje je prejel 7. aprila istega leta.
8. avgusta 1817 je bil imenovan za škofa Chartresa; potrjen je bil 1. oktobra istega leta.
26. aprila 1824 je bil imenovan za nadškofa Reimsa; potrjen je bil 12. julija istega leta.
13. marca 1826 je bil povzdignjen v kardinala. 21. maja 1829 je bil imenovan za kardinal-duhovnika S. Sisto.
Umrl je 1. decembra 1839.